# Acridocarpus ballyi
Acridocarpus ballyi är en tvåhjärtbladig växtart som beskrevs av E. Launert. Acridocarpus ballyi ingår i släktet Acridocarpus och familjen Malpighiaceae. Inga underarter finns listade i Catalogue of Life.